# Franz Xaver von Riedmüller

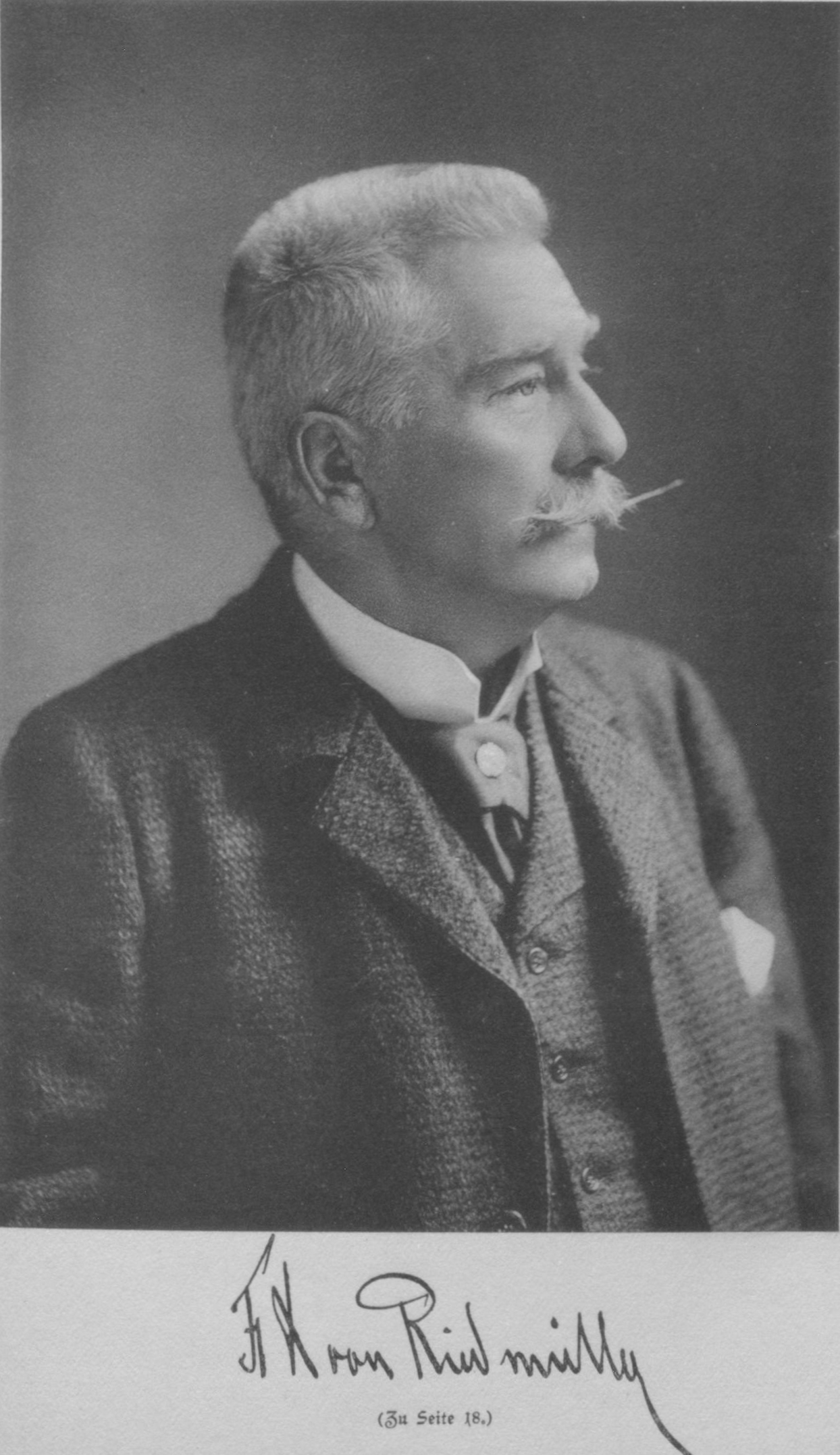
Franz Xaver von Riedmüller

Franz Xaver von Riedmüller, auch Franz Xaver Edler von Riedmüller (* 22. Januar 1829 in Konstanz; † 27. Oktober 1901 in Stuttgart) war ein deutscher Landschaftsmaler.

## Leben
Franz Xaver von Riedmüller war ein Sohn des Registrators Franz Xaver Riedmüller. Er kam erst spät zur Malerei und wurde, wie auch Carl Friedrich Deiker, bei Johann Wilhelm Schirmer (1807–1863) an der Akademie in Karlsruhe ausgebildet. Danach lebte er in Straßburg und Frankfurt am Main sowie ab 1864 in Stuttgart. Er erhielt in Karlsruhe und London Auszeichnungen in Form von Medaillen und wurde 1873 Hofmaler des Großherzogs von Baden Friedrich I. von Baden.

## Wirken

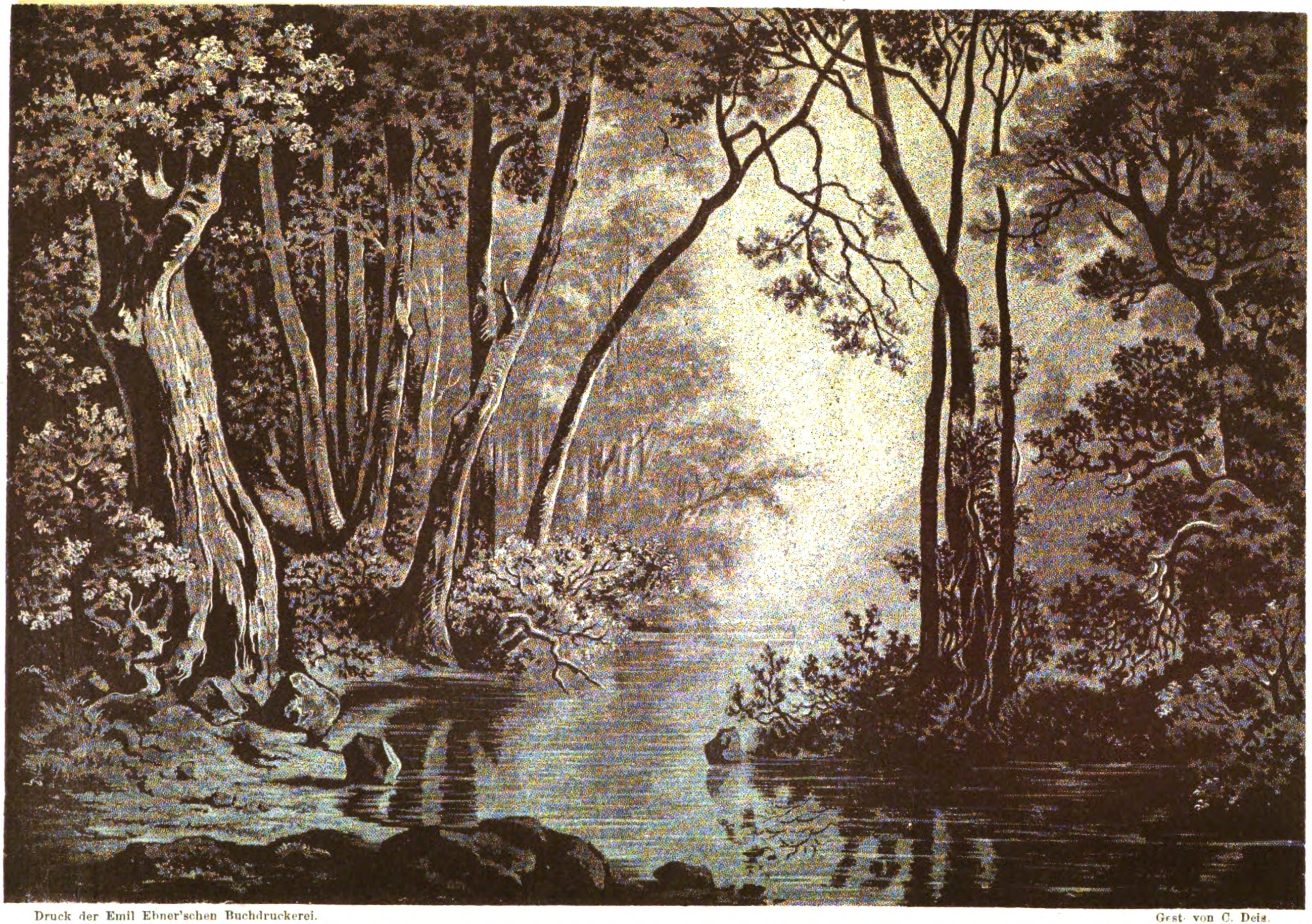
Gemälde "Waldlandschaft" von Franz Xaver von Riedmüller. Stich von Carl August Deis.

„Die von ihm häufig bei Mondlicht dargestellten Gegenstände sind schilfreiche Ufer der Seen, einsame Waldesgründe mit üppiger Vegetation oder auch Hochgebirge mit schroffen Spitzen und wilden Bergwassern. Zu den besten derselben von feiner Stimmung und poetischem Gefühl gehören: die (fast zerstörten) Heidenlöcher am Überlinger See, Köhlerhütte, Partie vom Königssee, vom Bodensee, vom Wallensee, von Berchtesgaden, aus dem Schwarzwald, aus dem Maderaner Thal u. a. Sehr geschätzt sind auch seine Kohlezeichnungen und seine Aquarelle.“

## Familie
Riedmüller heiratete 1863 Wilma von Faber du Faur, eine Tochter des Bergrats Wilhelm von Faber du Faur und dessen Ehefrau Auguste, geb. Gottlieb. Aus der Ehe gingen die beiden Töchter Maria (1864–1943) und Wilma (* 1866, verheiratet mit dem Chemiker Alfons Bujard) hervor.